# Sunil Chhetri
Sunil Chhetri (Nueva Delhi, 3 de agosto de 1984) es un futbolista indio que juega como delantero. Es el máximo goleador de la historia de la selección india, con 95 goles en 155 partidos, siendo uno de los máximos goleadores de selecciones únicamente por detrás de Cristiano Ronaldo,Leo Messi y Ali Daehi. Ha destacado en la Copa Desafío de la AFC 2008 y en el Campeonato de la SAFF.
Chhetri jugó en los clubes indios JCT, East Bengal, Dempo, Chirag United y Mohun Bagan entre otros, logrando 5 títulos de primera división entre la I-League y la Indian Super League. Además tuvo breves pasajes por el equipo estadounidense Kansas City Wizards y el portugués Sporting Lisboa B, convirtiéndolo en el primer jugador de origen indio en jugar en 3 continentes distintos.

## Vida personal
Sunil Chhetri nació el 3 de agosto de 1984 en un núcleo familiar Kshatriya, pasando la mayoría de su infancia en Darjeeling. Su afición al deporte vino desde muy joven pues su padre, K. B. Chhetri, fue futbolista del Ejército de la India; mientras que su madre Sushila Chhetri jugó para la selección nacional femenina de Nepal. También tiene una hermana, y al igual que su madre, representa al seleccionado nepalí. 
Chhetri es políglota, entre los que destacan el inglés, hindi, nepalí, bengalí y canarés, además de entender, en sus palabras, el télugu, marati y el konkaní.
Actualmente está casado con Sonam Bhattacharya.hija de la figura del futbol de la India, Subrata Bhattacharya; en su boda asistieron varios ministros, figuras políticas y compañeros de la selección de futbol así como sus compañeros de club. Sonam estudio en Escocia, licenciándose en Administración de Empresas. Contrajeron matrimonio el 4 de diciembre de 2017 en ropas típicas nepalíes, en honor a sus orígenes.
Durante varios años fue patrocinado por Puma, con quienes firmó en 2019 un contrato de 3 años, en la época donde solo estaba por debajo de Cristiano Ronaldo en goles de selecciones nacionales. Llegaría a la marca como una forma de expandirse en el mercado mundial y uniéndose a estrellas de talla internacional como Antoine Griezmann, Romelu Lukaku, Luis Suárez y Kun Agüero.
En septiembre de 2022, la FIFA, por medio de su servicio de FIFA+ sacaría una serie con solo una temporada de 3 episodios bajo el nombre de: Capitán Fantástico. En los cuales revisitan toda la vida de Chhetri desde que era joven hasta su llegada como profesional hasta como logró convertirse en uno de los futbolistas más reconocidos en un país que es débil, hablando en términos de futbol.
Anunció su retiro en mayo de 2024 jugando su última temporada como estrella en el Bengaluru y como seleccionado nacional en India contra Kuwait por las eliminatorias rumbo al mundial de 2026, el 6 de junio de 2024. El partido acabaría 0-0 en el que sería titular y portaría el gafete de capitán siendo celebrado por distintas entidades en el mundo de fútbol por las redes sociales.
La FIFA daría un reconocimiento alabándolo como el tercer jugador en activo más goleador en las selecciones nacionales. Además por medio del videojuego de EA Sports FC 24 se le conmemoraría con una carta especial de 96 media llamada "SBC End of a Era", aumentando aun más su récord como el jugador de la India con más media en toda la historia de los juegos de Electronic Arts.
A lo largo de su carrera obtendría varios premios, tanto por la FIFA, AFC y su país. Principalmente recibiría el premio de Arjuna, que sería entregado por parte del gobierno de la India por sus excelentes actuaciones con la selección nacional.
También obtendría el Premio Padma Shri, uno de los reconocimientos más altos que hay en todo el país junto al premio Khel Ratna, el mayor premio que se puede obtener en materia deportiva en toda la India, convirtiéndolo en el primer futbolista de la existencia del premio en recibirlo.

## Estadísticas

### Club
Actualizado al último partido disputado el 27 de agosto de 2024. Se incluyen todas las divisiones principales de la India, incluyendo las primeras divisiones de las ligas regionales hasta la restructuración de ligas del siglo XXI.
| Club                      | Temporada        | Liga                   | Liga     | Liga  | Copa     | Copa  | Continental | Continental | Otros    | Otros | Total    | Total |
| Club                      | Temporada        | División               | Partidos | Goles | Partidos | Goles | Partidos    | Goles       | Partidos | Goles | Partidos | Goles |
| ------------------------- | ---------------- | ---------------------- | -------- | ----- | -------- | ----- | ----------- | ----------- | -------- | ----- | -------- | ----- |
| Delhi City Club           | 2001-02          | Delhi Premier League   | —        | —     | 4        | 1     | —           | —           | —        | —     | 4        | 1     |
| Delhi City Club           | Total            | Total                  | —        | —     | 4        | 1     | —           | —           | —        | —     | 4        | 1     |
| Mohun Bagan               | 2002-03          | Liga Nacional de India | 18       | 4     | —        | —     | —           | —           | 10       | 4     | 28       | 8     |
| Mohun Bagan               | 2003-04          | Liga Nacional de India | 18       | 2     | 3        | 0     | —           | —           | 18       | 4     | 39       | 6     |
| Mohun Bagan               | 2004-05          | Liga Nacional de India | 18       | 2     | 8        | 3     | —           | —           | 15       | 7     | 41       | 12    |
| Mohun Bagan               | Total            | Total                  | 54       | 8     | 11       | 3     | —           | —           | 43       | 15    | 108      | 26    |
| JCT                       | 2005-06          | Liga Nacional de India | 17       | 3     | —        | —     | —           | —           | —        | —     | 17       | 3     |
| JCT                       | 2006-07          | Liga Nacional de India | 15       | 11    | —        | —     | —           | —           | —        | —     | 15       | 11    |
| JCT                       | 2007-08          | I-League               | 16       | 7     | —        | —     | —           | —           | —        | —     | 16       | 7     |
| JCT                       | Total            | Total                  | 48       | 21    | —        | —     | —           | —           | —        | —     | 48       | 21    |
| East Bengal               | 2008–09          | I-League               | 14       | 9     | 4        | 2     | —           | —           | 5        | 2     | 23       | 13    |
| East Bengal               | Total            | Total                  | 14       | 9     | 4        | 2     | —           | —           | 5        | 2     | 23       | 13    |
| Dempo                     | 2009–10          | I-League               | 13       | 8     | 0        | 0     | —           | —           | 5        | 4     | 18       | 12    |
| Dempo                     | Total            | Total                  | 13       | 8     | 0        | 0     | —           | —           | 5        | 4     | 18       | 12    |
| Kansas City Wizards       | 2010             | MLS                    | —        | —     | 1        | 0     | —           | —           | —        | —     | 1        | 0     |
| Kansas City Wizards       | Total            | Total                  | —        | —     | 1        | 0     | —           | —           | —        | —     | 1        | 0     |
| Chirag United             | 2011             | I-League               | 7        | 7     | 0        | 0     | —           | —           | —        | —     | 7        | 7     |
| Chirag United             | Total            | Total                  | 7        | 7     | 0        | 0     | —           | —           | —        | —     | 7        | 7     |
| Mohun Bagan               | 2011–12          | I-League               | 14       | 8     | 2        | 1     | —           | —           | 2        | 0     | 18       | 9     |
| Mohun Bagan               | Total            | Total                  | 14       | 8     | 2        | 1     | —           | —           | 2        | 0     | 18       | 9     |
| Sporting CP B             | 2012–13          | LigaPro                | 3        | 0     | —        | —     | —           | —           | —        | —     | 3        | 0     |
| Sporting CP B             | Total            | Total                  | 3        | 0     | —        | —     | —           | —           | —        | —     | 3        | 0     |
| Churchill Brothers (loan) | 2012–13          | I-League               | 8        | 4     | 0        | 0     | 5           | 2           | 4        | 2     | 17       | 8     |
| Churchill Brothers (loan) | Total            | Total                  | 8        | 4     | 0        | 0     | 5           | 2           | 4        | 2     | 17       | 8     |
| Bengaluru FC              | 2013–14          | I-League               | 22       | 14    | 3        | 1     | —           | —           | —        | —     | 25       | 15    |
| Bengaluru FC              | 2014–15          | I-League               | 20       | 2     | 1        | 1     | 6           | 3           | —        | —     | 27       | 6     |
| Mumbai City               | 2015             | Indian Super League    | 11       | 7     | —        | —     | —           | —           | —        | —     | 11       | 7     |
| Mumbai City               | 2016             | Indian Super League    | 6        | 0     | —        | —     | —           | —           | —        | —     | 6        | 0     |
| Mumbai City               | Total            | Total                  | 17       | 7     | —        | —     | —           | —           | —        | —     | 17       | 7     |
| Bengaluru FC (loan)       | 2015–16          | I-League               | 14       | 5     | 2        | 1     | 8           | 3           | —        | —     | 24       | 9     |
| Bengaluru FC              | 2016–17          | I-League               | 16       | 7     | 3        | 0     | 11          | 5           | —        | —     | 30       | 12    |
| Bengaluru FC              | 2017–18          | Indian Super League    | 21       | 14    | 4        | 6     | 8           | 4           | —        | —     | 33       | 24    |
| Bengaluru FC              | 2018–19          | Indian Super League    | 19       | 9     | 1        | 1     | 2           | 0           | —        | —     | 22       | 10    |
| Bengaluru FC              | 2019–20          | Indian Super League    | 17       | 9     | —        | —     | 2           | 2           | —        | —     | 19       | 11    |
| Bengaluru FC              | 2020-21          | Indian Super League    | 20       | 8     | —        | —     | 1           | 1           | —        | —     | 21       | 9     |
| Bengaluru FC              | 2021-22          | Indian Super League    | 20       | 4     | —        | —     | 3           | 0           | —        | —     | 23       | 4     |
| Bengaluru FC              | 2022-23          | Indian Super League    | 21       | 5     | 12       | 5     | —           | —           | —        | —     | 33       | 10    |
| Bengaluru FC              | 2023-24          | Indian Super League    | 20       | 5     | —        | —     | —           | —           | —        | —     | 20       | 5     |
| Bengaluru FC              | 2024-25          | Indian Super League    | —        | —     | 5        | 3     | —           | —           | —        | —     | 5        | 3     |
| Bengaluru FC              | Total            | Total                  | 210      | 82    | 31       | 18    | 41          | 18          | —        | —     | 282      | 118   |
| Total en carrera          | Total en carrera | Total en carrera       | 388      | 154   | 53       | 25    | 46          | 20          | 59       | 23    | 546      | 222   |

### Internacional
| Apariciones y Goles por año | Apariciones y Goles por año | Apariciones y Goles por año |
| Año                         | Partidos                    | Goles                       |
| --------------------------- | --------------------------- | --------------------------- |
| 2005                        | 5                           | 1                           |
| 2006                        | 1                           | 0                           |
| 2007                        | 7                           | 6                           |
| 2008                        | 13                          | 8                           |
| 2009                        | 6                           | 1                           |
| 2010                        | 6                           | 3                           |
| 2011                        | 17                          | 13                          |
| 2012                        | 8                           | 4                           |
| 2013                        | 11                          | 5                           |
| 2014                        | 2                           | 3                           |
| 2015                        | 12                          | 6                           |
| 2016                        | 4                           | 2                           |
| 2017                        | 6                           | 5                           |
| 2018                        | 6                           | 8                           |
| 2019                        | 11                          | 7                           |
| 2021                        | 10                          | 8                           |
| 2022                        | 6                           | 4                           |
| 2023                        | 14                          | 9                           |
| 2024                        | 6                           | 1                           |
| Total                       | 155                         | 94                          |

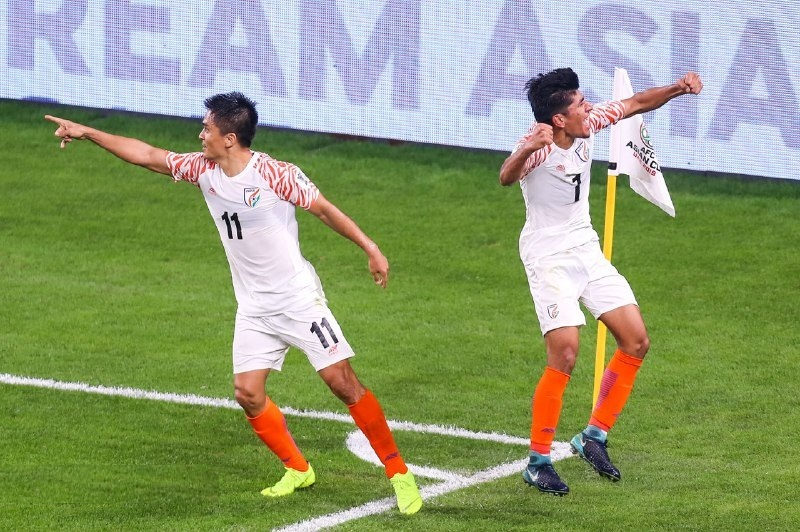
Chhetri celebra un gol con su compañero de equipo Anirudh Thapa en el partido de la Copa de Asia 2019 contra Tailandia.

- Actualizado hasta su retiro de la selección nacional, el 6 de junio de 2024.

## Récords
- Es el cuarto máximo goleador en la historia de las selecciones, por debajo de Cristiano Ronaldo, Ali Daei y Lionel Messi.
- Es uno de los 40 futbolistas de la historia de las selecciones, en superar la barrera de los 150 partidos.
- Máximo goleador histórico de la selección nacional India[22]
- Máximo participante histórico de la selección nacional India.[23]
- Mayor cantidad de hat-tricks con la selección nacional India.
- Primer futbolista indio en recibir el premio Khel Ratna.[24]
- Primer jugador indio en jugar profesionalmente en 3 continentes distintos (Europa, Norteamérica y Asia).
- Máximo goleador histórico de Bengaluru FC.[25][26]
- Máximo participante histórico de Bengaluru FC.[27]
- Máximo goleador de Campeonato de la SAFF.
- Jugador de la India con mayor cantidad de goles en la Indian Super League.[28]
- Jugador de la India con mayor cantidad de goles en la I-League.[29]
- Junto a Bidyashagar Singh, son los únicos jugadores nacionales en ganar la Bota de Oro Nacional de la I-League.
- Jugador indio con mayor cantidad de goles en todas las primeras divisiones de la India.
- Máximo goleador de la Super Copa de la India.
- Es el máximo ganador del premio al futbolista del año en la India por la FPAI con 4.[30][31][32][33]
- Es el máximo ganador del premio al futbolista del año en la India por la AIFF con 7.
- Máximo goleador indio en la Copa AFC.[34]
- Máximo goleador indio en competiciones de clubes de la AFC.[35]

## Palmarés

### Campeonatos nacionales
|                             | Equipo             | País  | Año     |
| --------------------------- | ------------------ | ----- | ------- |
| I-League                    | Dempo Sports Club  | India | 2009/10 |
| I-League                    | Churchill Brothers | India | 2012/13 |
| I-League                    | Bengaluru FC       | India | 2013/14 |
| Copa Federación de la India | Bengaluru FC       | India | 2013/14 |
| Puttaiah Memorial Cup       | Bengaluru FC       | India | 2014    |
| I-League                    | Bengaluru FC       | India | 2015/16 |
| Copa Federación de la India | Bengaluru FC       | India | 2016/17 |
| Super Copa de la India      | Bengaluru FC       | India | 2018    |
| Indian Super League         | Bengaluru FC       | India | 2018/19 |
| Copa Durand                 | Bengaluru FC       | India | 2022    |

### Campeonatos internacionales
| Título                            | Equipo                    | Sede      | Año  |
| --------------------------------- | ------------------------- | --------- | ---- |
| Plata en Juegos Asiáticos del Sur | Selección sub-20 de India | Islamabad | 2004 |
| AFC Challenge Cup                 | Selección de India        | India     | 2008 |
| Campeonato de la SAFF             | Selección de India        | India     | 2011 |
| Campeonato de la SAFF             | Selección de India        | India     | 2015 |
| Campeonato de la SAFF             | Selección de India        | Maldivas  | 2021 |
| Campeonato de la SAFF             | Selección de India        | India     | 2023 |

### Distinciones individuales
| Distinción                                               | Año     |
| -------------------------------------------------------- | ------- |
| Mejor Jugador del año de la AIFF                         | 2007    |
| Mejor Jugador del año de la FPAI                         | 2009    |
| Mejor Jugador del año de la AIFF                         | 2011    |
| Máximo Goleador del Campeonato de la SAFF                | 2011    |
| Jugador Mas Valioso del Campeonato de la SAFF            | 2011    |
| Premio Arjuna al mérito deportivo                        | 2011    |
| Mejor Jugador del año de la AIFF                         | 2013    |
| Máximo Goleador de la I-League                           | 2013-14 |
| Jugador Mas Valioso de la I-League                       | 2013-14 |
| Mejor Delantero de la I-League                           | 2013-14 |
| Mejor Jugador del año de la AIFF                         | 2014    |
| Jugador Mas Valioso del Campeonato de la SAFF            | 2015    |
| Jugador Mas Valioso de la I-League                       | 2016-17 |
| Mejor Jugador del año de la AIFF                         | 2017    |
| Jugador Mas Valioso de la India Super League             | 2018    |
| XI Ideal de la I-League                                  | 2018    |
| Máximo Goleador de la Super Copa India                   | 2018    |
| Icono Asiático de la AFC                                 | 2018    |
| Mejor Jugador del año de la FPAI                         | 2018    |
| Jugador Favorito de la Copa Asiática                     | 2019    |
| Mejor Jugador del año de la AIFF                         | 2019    |
| Mejor Jugador del año de la FPAI                         | 2019    |
| Premio Fútbol de Ratna por Fútbol Delhi                  | 2019    |
| Premio Padma Shri                                        | 2019    |
| Mejor Jugador del año de la FPAI                         | 2020    |
| Máximo Goleador del Campeonato de la SAFF                | 2021    |
| Jugador Mas Valioso del Campeonato de la SAFF            | 2021    |
| Mejor futbolista según The Times of India                | 2021    |
| Elegido como uno de los mejores delanteros de la AFC Cup | 2021    |
| Mejor Jugador del año de la AIFF                         | 2022    |
| Máximo Goleador del Campeonato de la SAFF                | 2023    |
| Jugador Mas Valioso del Campeonato de la SAFF            | 2023    |

### Otros logros
- Subcampeón de la Copa AFC en 2016 con Bengaluru.
- Subcampeón de la Campeonato de la SAFF en 2008 y 2013.